# Corona 93
Corona 93 – amerykański satelita rozpoznawczy do wykonywania zdjęć powierzchni Ziemi. Osiemnasty statek serii KeyHole-4A tajnego programu CORONA. Pierwszy z serii KH-4A wystrzelony na orbitę wsteczną. Kapsuły opadły do Oceanu Spokojnego 29 i 31 marca 1965.
Statek wyniósł na pokładzie również dookólny licznik promieniowania jonizującego ze stałym scyntylatorem, emulsje czułe na promieniowanie kosmiczne, i czujniki podczerwieni i ultrafioletu.

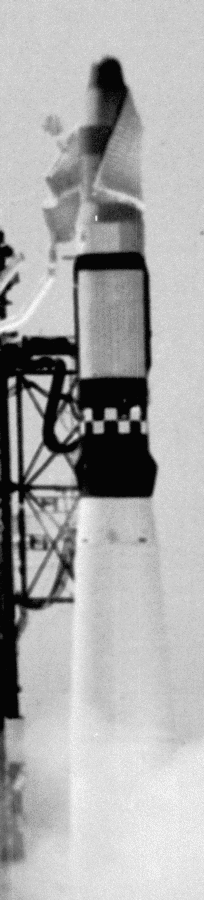
Start rakiety Thor Agena D z satelitą Corona 93